# Herrenlanke
Die Herrenlanke ist ein toter Arm der Havel in der havelländischen Kreisstadt Rathenow. Sie liegt südlich der Rathenower Kernstadt, im Bereich der Südsiedlung und windet sich zunächst in südöstliche Richtung, dann nach einem Bogen in südwestliche Richtung. Die Länge beträgt rund 1,3 Kilometer.

## Lage und Geschichte

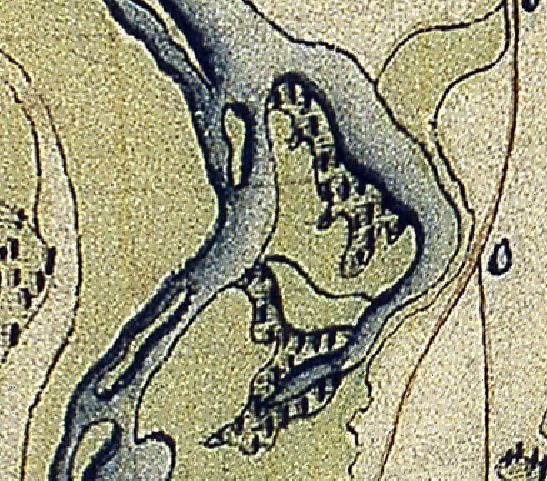
Herrenlanke im Schmettauschen Kartenwerk (1767 bis 1787)

Der Name der Herrenlanke ist vermutlich slawischen Ursprungs (siehe auch Lanke). Im Mittelalter befand sich am östlichen Ufer, nahe der Verzweigung, eine slawische Siedlung. Bei archäologischen Untersuchungen in den 2000er-Jahren konnten Kellergruben mittelalterlicher Häuser sowie erhaltene Holzreste aufgefunden werden, die auf die Zeit von 1070 bis 1150 bis datiert wurden. Es handelte sich vermutlich um eine Kietzsiedlung („Oberkietz“) einer auf der anderen Seite der Havel gelegenen Burg (siehe Burgwall „Alt Rathenow“). Vermutlich wurden Burg und Siedlung in der Zeit nach 1295 geplant aufgegeben.
Eine Bebauung entlang der Herrenlanke erfolgte erst wieder im 19. Jahrhundert. Ab 1865 wurde dort, als eine von zahlreichen Ziegeleien entlang der Havel, das spätere Verblendsteinwerk C. G. Matthes & Sohn sowie eine ebenfalls zu Matthes gehörige Leimfabrik errichtet. 1890 wurde das gesamte Gebiet offiziell Carlsheim benannt – nach Carl Gustav Matthes, der sich inzwischen auch als Stadtrat einen Namen gemacht hatte. Dazu heißt es im Amtsblatt des damals zuständigen Regierungsbezirks Potsdam mit Wirkung vom 9. April 1890: „Dem auf der Feldmark Rathenow 1560 m südlich vom Kirchthurm, 660 m südwestlich vom Kreuzpunkt der Rathenow-Milower Chausee mit der Berlin-Lehrter Eisenbahn an der „Herrenlanke“ genannten Havelbucht gelegene Ausbau, bestehend aus einem dem Stadtrath Matthes gehörigen Ziegelei nebst Wohnhaus, sowie einer der Firma Fischribbe & Matthes gehörigen Leimfabrik ist der Name Carlsheim beigelegt worden.“ Der Name wird heute jedoch nicht mehr verwendet.
Mit dem Niedergang der Ziegelindustrie nach Ende des Ersten Weltkriegs lag das Gelände zunächst brach. Die Nähe zur Havel sowie ein Bahnanschluss bildeten jedoch beste verkehrstechnische Voraussetzungen für eine gewerbliche Nutzung der Flächen an der Herrenlanke. Bereits 1902 wurde die Städtische Gasanstalt dorthin verlegt. Über den Lauf der Zeit waren zudem eine Brauerei, eine Großwäscherei, verarbeitende sowie produzierende Betriebe und Kleingewerbe ansässig. Die Wende und friedliche Revolution in der DDR bedeutete jedoch für die meisten Betriebe das Ende, sodass zahlreiche Gebäude ungenutzt blieben, verfielen und in letzter Konsequenz abgerissen wurden. Seit den 2000ern wurde in Bebauungsplänen die Bebauung des Geländes mit Einfamilienhäusern festgesetzt und durchgeführt.